# Saint-Georges-de-Reneins
Saint-Georges-de-Reneins é uma comuna francesa na região administrativa de Auvérnia-Ródano-Alpes, no departamento de Ródano. Estende-se por uma área de 27,49 km². Em 2010 a comuna tinha 4 486 habitantes (densidade: 163,2 hab./km²).